# County Roscommon
Roscommon (irisch Ros Comáin) ist ein County in der Provinz Connacht in der Republik Irland.

## Geografie
Roscommon ist eine binnenländische Grafschaft, die zwischen den Flüssen Shannon im Osten und Suck im Westen liegt. Die Grafschaft ist sehr wasserreich und hat viele Flussläufe, Seen und Moore.

## Geschichte
Im Mittelalter gehörte das Gebiet zum Königreich Connacht. 1235 fiel das Gebiet nach der Eroberung durch Richard de Burgh an England, wurde von den Engländern aber kaum besiedelt.

## Politik
Die Sitzverteilung im Roscommon County Council nach der Kommunalwahl im Juni 2024 ist:
| Partei      | Sitze |
| ----------- | ----- |
| Fianna Fáil | 5     |
| Fine Gael   | 4     |
| Sinn Féin   | 1     |
| Unabhängige | 8     |

Für die Wahlen in das irische Parlament (Dáil Éireann) gehören zum Wahlkreis Roscommon auch noch Teile des County Galway. Es wurden bei den Wahlen im November 2024 drei Abgeordnete gewählt.
| Partei      | Sitze |
| ----------- | ----- |
| Sinn Féin   | 1     |
| Fianna Fáil | 1     |
| Unabhängige | 1     |

## Wirtschaft
In Arigna wurde bis 1990 Kohle abgebaut; seit 2003 befindet sich dort das erste irische Kohlenbergbau-Museum.

## Sehenswürdigkeiten
- Boyle Abbey
- National Famine Museum zur Großen Hungersnot in Strokestown
- Castlestrange-Stein
- Drumanone Portal Tomb
- Rathcroghan, archäologische Fundstätte
- Rindoon Castle, am Westufer des Lough Ree gelegene Burgruine
- Passage Tomb von Skregg
- Wedge Tomb von Usna

## Persönlichkeiten
- Oliver Goldsmith (1728–1774), Schriftsteller und Arzt
- James Wills (1790–1868), Dichter, Autor und Biograf
- John G. Downey (1827–1894), 7. Gouverneur von Kalifornien
- John Hart Dunne (1835–1924), britischer Armeeoffizier
- Percy French (1854–1920), irischer Songwriter
- Douglas Hyde (1860–1949), Dichter, Gelehrter und erster Präsident von Irland
- Edward Flanagan (1886–1948), katholischer Priester und Gründer von Boys Town
- Albert Reynolds (1932–2014), Politiker und ehemaliger Taoiseach
- John Connor (1944–2024), Politiker
- Denis Naughten (* 1973), Politiker und Teachta Dála

- Weitere Persönlichkeiten siehe unter Boyle und Castlerea.